# Riograndenser Hunsrückisch
Riograndenser Hunsrückisch (hunsriqueano riograndense) – brazylijska odmiana środkowoniemieckiego dialektu Hunsrückisch, który pochodził pierwotnie z gór Hunsrück (część Reńskich Gór Łupkowych) w obecnym landzie Nadrenia-Palatynat (Rheinland Pfalz).
W południowej Brazylii został wyodrębniony na przestrzeni prawie dwustu lat. Na wykształcenie go wpłynęły różne dialekty niemieckie (takie jak pomorski, oraz plautdietsch) jak również inne języki (takie jak portugalski i włoski lub hiszpański).
Chociaż Riograndenser Hunsrückisch długo był najczęściej używanym dialektem języka niemieckiego w południowej Brazylii, to podobnie jak wszystkich języków mniejszości narodowych w regionie, jego użycie znacznie spadło w ostatnich trzech dekadach.